# Vladimir Niederhaus
Vladimir Niederhaus (kaz., ros. Владимир Нидергаус − ur. 13 sierpnia 1967 w Kokczetawie) – obecnie kazachski piłkarz pochodzenia niemieckiego, grający na pozycji napastnika, reprezentant Kazachstanu i Rosji, trener piłkarski. Posiada również rosyjskie i niemieckie obywatelstwo.

## Kariera piłkarska

### Kariera klubowa
Wychowanek klubu Torpedo Kokczetaw. Pierwszy trener Siergiej Zajcew. Rozpoczął karierę piłkarską w juniorskiej drużynie Torpedo Kokczetaw. Po służbie wojskowej powrócił do klubu, który zmienił nazwę na Spartak Kokczetaw. W 1991 został zauważony przez skautów Kajratu Ałma-Ata, który zmagał się w Pierwszej lidze ZSRR. W połowie 1991 otrzymał propozycję przejścia do Spartaka Moskwa, ale Kajrat zaproponował lepsze warunki aby piłkarz pozostał w ich klubie. W 1992 roku nie długo bronił barw Kajratu w mistrzostwach Kazachstanu. 2 sierpnia 1992 przeszedł do rosyjskiego Rotoru Wołgograd, w którym przez pięć lat wraz z Olegiem Wierietiennikowa był najlepszym strzelcem i liderem zespołu. W 1997 na dwa lata wyjechał do Izraela, gdzie występował w klubach Maccabi Hajfa i Maccabi Herclijja. Po powrocie jeden sezon rozegrał w składzie Rotoru, po czym w 2000 zasilił skład Żenisu Astana. Po zakończeniu kariery piłkarskiej wyjechał na stałe na pochodzenie do Niemiec (Brema). Do 2004 grał w niższoligowych klubach Preußen Münster i SC Weyhe.

### Kariera reprezentacyjna
W 1992 wystąpił w 3 meczach reprezentacji Kazachstanu i strzelił 1 gola. W 1994 rozegrał 1 mecz w barwach reprezentacji Rosji. W 2000 w meczu towarzyskim ponownie zagrał w barwach kazachskiej reprezentacji.

## Kariera trenerska
Po zakończeniu kariery piłkarskiej rozpoczął karierę trenerską. W latach 2005–2007 pracował w strukturze klubu Rotor Wołgograd na stanowiskach dyrektora sportowego i generalnego. W sierpniu 2007 objął stanowisko dyrektora sportowego Szachtiora Karaganda. W 2010 zaproszony na stanowisko dyrektora sportowego klubu Łokomotiw Astana, ale po roku powrócił do pracy w klubie z Karagandy.

## Sukcesy i odznaczenia

### Sukcesy klubowe
- finalista Pucharu Intertoto UEFA: 1996
- mistrz Kazachstanu: 2000
- wicemistrz Rosji: 1993, 1997
- brązowy medalista Mistrzostw Rosji: 1996
- zdobywca Pucharu Izraela: 1998
- finalista Pucharu Rosji: 1995

### Sukcesy indywidualne
- wybrany do listy 33 najlepszych piłkarzy roku w Rosji: Nr 3 (1992, 1994, 1995, 1996)
- wybrany do listy 11 najlepszych piłkarzy roku w Kazachstanie: 2000

### Odznaczenia
- tytuł Mistrza Sportu ZSRR